# Gymnodamaeus ornatus
Gymnodamaeus ornatus är en kvalsterart som beskrevs av Hammer 1952. Gymnodamaeus ornatus ingår i släktet Gymnodamaeus och familjen Gymnodamaeidae. Inga underarter finns listade i Catalogue of Life.